# Maxime Pauty
Maxime Pauty (n. 20 iunie 1993, Clamart, Île-de-France, Franța) este un scrimer ce a reprezentat Franța, medaliat olimpic. A participat la 2 ediții ale Jocurilor Olimpice (2020, 2024) în care a câștigat o medalie de aur.